# Gare de Salles
La gare de Salles est une gare ferroviaire française de la ligne de Carmaux à Vindrac, située sur le territoire de la commune de Salles, dans le département du Tarn en région Occitanie.
Elle est mise en service en 1937 par la Compagnie des chemins de fer du Midi et du Canal latéral à la Garonne (Midi) et fermée moins de trois ans plus tard en 1939.

## Situation ferroviaire
Établie à  202 mètres d'altitude, la gare de Salles est située au point kilométrique (PK) 441,891 de la ligne de Carmaux à Vindrac, entre les gares de Monestiés (fermée) et de Campes (fermée).

## Histoire
La gare de Salles est mise en service le 31 mai 1937 par la Compagnie des chemins de fer du Midi et du Canal latéral à la Garonne (Midi), lorsqu'elle ouvre à l'exploitation la ligne de Carmaux à Vindrac.

## Service ferroviaire
Gare fermée et désaffectée située sur une ligne déclassée.

## Patrimoine ferroviaire
Le bâtiment voyageurs avec sa halle accolée est toujours existant mais a été modifié. La halle est intégrée dans les bâtiments d'une école maternelle et le bâtiment voyageurs abrite une salle communale.